# ハンヌ・マンニネン
ハンヌ・カレヴィ・マンニネン（Hannu Kalevi Manninen、1978年4月17日 - ）は、フィンランド、ラッピ州ロヴァニエミ出身のノルディック複合、クロスカントリースキー選手。ニックネームはユヒス（Juhis）。

## 戦歴
ノルディックスキージュニア世界選手権では1994年から1996年の3大会で金メダル1個、銀メダル2個を獲得。
1994年、15歳で1994年リレハンメルオリンピックに出場、その3年後の1997年ノルディックスキー世界選手権4x5km団体で銀メダルを獲得。オリンピック、世界選手権を通じて初のメダルとなった。世界選手権ではこの他に、1999年大会の団体、2007年大会の個人スプリント、団体で金メダルを獲得。2001年大会、2003年大会では銅メダルを一つずつ獲得した。
オリンピックでは、1998年長野オリンピックの団体で銀メダル、2002年ソルトレークシティオリンピックの団体で金メダルを獲得。2006年トリノオリンピックでも団体で銅メダルを獲得している。2002年ソルトレークシティオリンピックではクロスカントリースキーの個人スプリントにも出場、8位となっている。
ノルディック複合・ワールドカップには、1993-94シーズンから参加。通算45勝、2003-04シーズンから2006-07シーズンまで、個人総合4連覇を達成している（いずれも歴代最多）。また、ホルメンコーレン・スキーフェスティバルの個人スプリント種目で2002年、2004年、2005年の3度優勝している。
このような実績を持ちながらも、上記の様に、オリンピック、世界選手権でのメダルは団体種目に偏っており、個人種目（15km個人、7.5kmスプリント）の金メダルには長らく縁がなかった。しかし、2007年札幌大会の個人スプリント種目で念願の金メダルを獲得した。また、この大会では妹のピルヨ・ムラネンもクロスカントリースキーの4x5kmリレーで金メダルを獲得している。
2008年3月に長男が誕生、同年5月29日、30歳で現役引退を表明した。今後は航空パイロットへの転身を希望しているということである。
しかし、2009年8月に引退を撤回して競技に復帰、11月28日クーサモでの復帰初戦となるワールドカップ個人第1戦で2位となると翌11月29日の個人第2戦で通算46度目の優勝を果たした。1月2日のオーベルホフで通算47勝目をあげて自身6度目のオリンピックとなる2010年バンクーバーオリンピックのノルディック複合競技に臨んだ。
初戦のノーマルヒル+10kmでは13位、団体戦では7位に甘んじて迎えた最後の種目ラージヒル+10kmでは前半ジャンプで16位と出遅れた。後半クロスカントリーでは4位のタイムで追い上げたがメダルに届かず4位に終わった。
3月6日、ラハティでのラージヒル+10kmでワールドカップ通算最多勝利を48（2位27回、3位15回）に伸ばし、ワールドカップ総合8位でシーズンを終えた。
翌2010-11シーズンをもって再び引退していたが、2017年1月に再び現役に復帰。2018年2月の平昌オリンピックに出場したが、個人ノーマルヒルで23位となり、同年3月に三度引退を表明した。

## メダル獲得時の団体メンバー

### オリンピック
| 順位 | 大会 | 選手名                                                   |
| ---- | ---- | -------------------------------------------------------- |
| 金   | 2002 | ヤリ・マンティラ、ヤッコ・タルス、サンパ・ラユネン       |
| 銀   | 1998 | サンパ・ラユネン、ヤリ・マンティラ、タピオ・ヌルメラ     |
| 銅   | 2006 | アンティ・クイスマ、アンシ・コイブランタ、ヤッコ・タルス |

### 世界選手権
| 順位 | 大会 | 選手名                                                     |
| ---- | ---- | ---------------------------------------------------------- |
| 金   | 1999 | タピオ・ヌルメラ、ヤリ・マンティラ、サンパ・ラユネン       |
| 金   | 2007 | アンシ・コイブランタ、ヤッコ・タルス、ヤンネ・リューナネン |
| 銀   | 1997 | タピオ・ヌルメラ、ヤリ・マンティラ、サンパ・ラユネン       |
| 銅   | 2001 | ヤリ・マンティラ、ヤッコ・タルス、サンパ・ラユネン         |
| 銅   | 2003 | ヤッコ・タルス、サンパ・ラユネン、ヨウニ・カイタイネン     |